# Necròpoli de Forneca
La Necròpoli de Forneca, també anomenada Necròpoli de Vale Fuzeiros, és un monument situat a la freguesia de Sâo Bartolomeu de Messines, al municipi de Silves, a la regió de l'Algarve, a Portugal. Es tracta d'un conjunt de vuit sepulcres i dues piles, probablement construïdes durant l'alta edat mitjana.

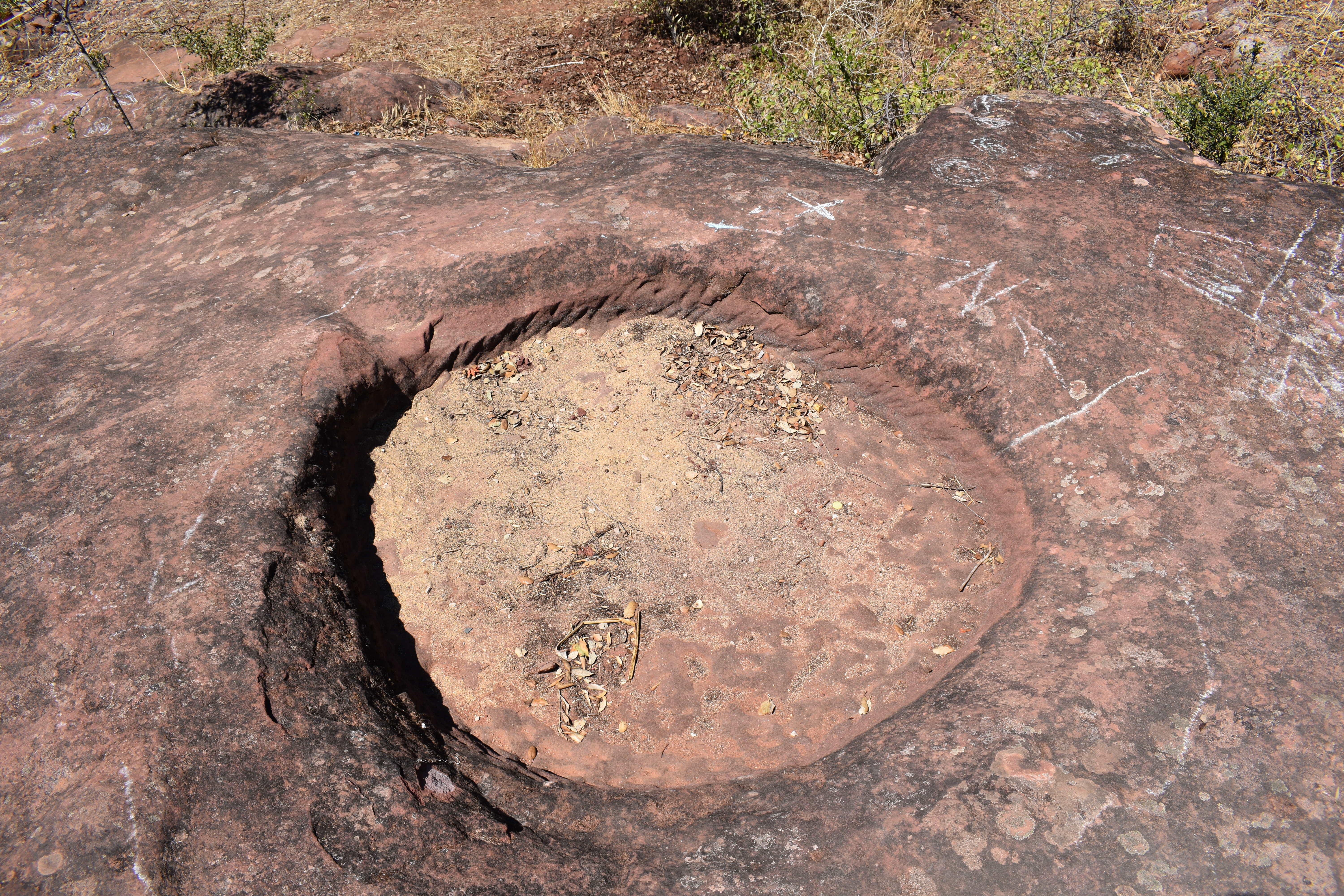
Detall d'una pila

## Història
Aquesta necròpoli se situa al llogaret de Forneca, a prop d'unes cases. Consta de vuit túmuls i dues piles, tots excavats a la roca. Cinc dels túmuls formen un grup central, en un cingle de gres roig i de gres de Silves, dividit en dos blocs, i les sepultures són al bloc del sud, mentre que a la part nord se situen les dues piles, una de planta circular i l'altra oval.(2) Les piles són de dimensions diferents, amb 1,30 m i 0,80 m de diàmetre, i 0,35 m i 0,20 m de fondària, i es devien emprar en els banys rituals que es feien als cadàvers, abans de la inhumació. Tres dels sepulcres s'han conservat sencers, mentre que dos se'n modificaren i se n'eliminà la paret comuna, formant d'aquesta forma una tercera pila, de grans dimensions.(2) Al sud-oest hi ha una altra sepultura, totalment destruïda, de la qual només resta el fons.(2) Les darreres dues sepultures són més lluny cap al nord-oest, i tenen destruïdes parcialment les parets i els peus.(2) Una d'aquestes ha estat moguda del lloc originari a causa de treballs agrícoles, i sols en resta part de la capçalera.(1) Els túmuls estan orientats sobretot de nord-oest a sud-est, i tenien originàriament tapadores, que van desaparéixer.(1)
El monument forma part del Circuit Arqueològic de Vilarinha, que també inclou les necròpolis de Pedreirinha i de la Carrasqueira, i el conjunt de menhirs de Vilarinha. A la rodalia hi ha altres dues sepultures aïllades, designades <i>Forneca 1</i> i Forneca 2.

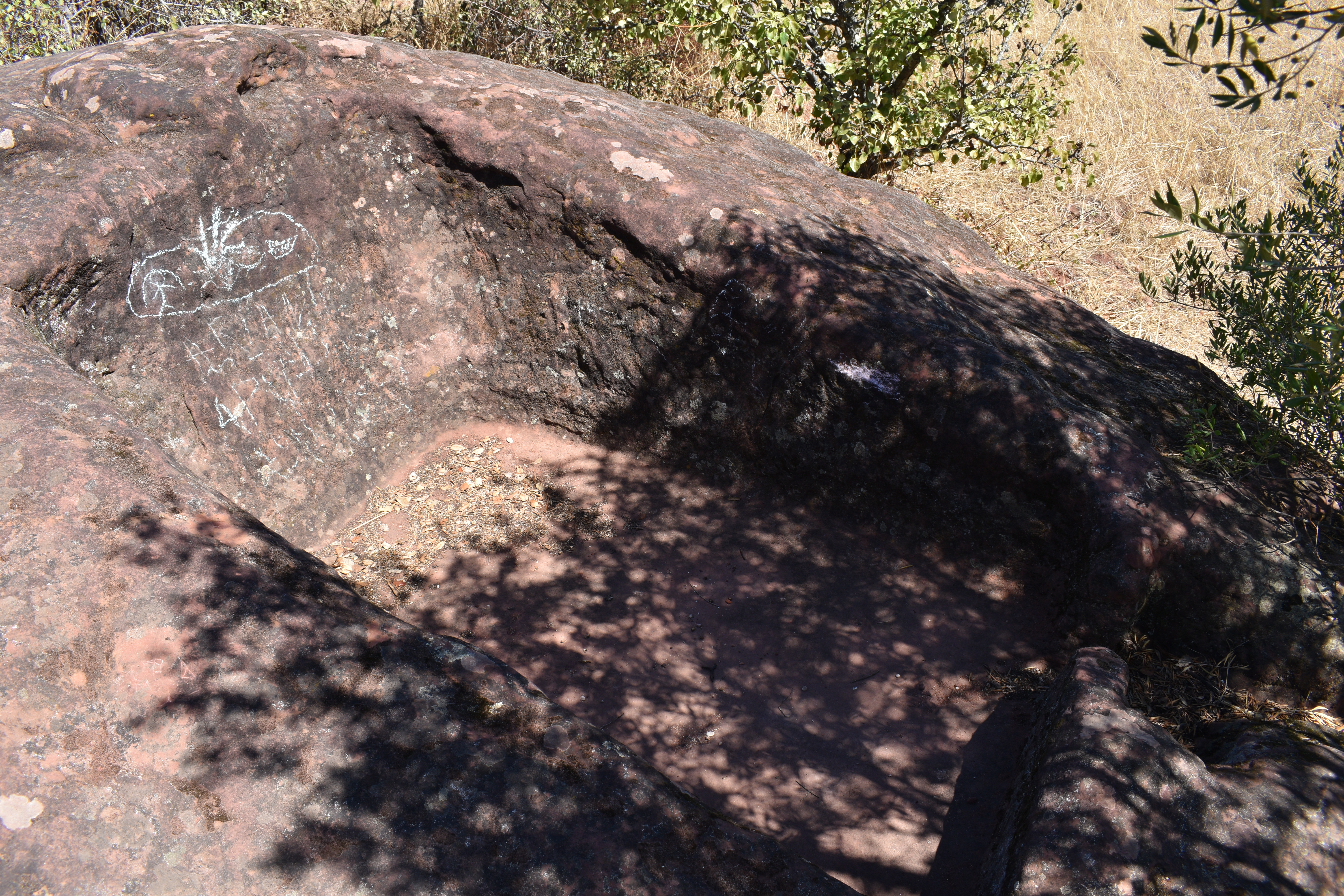
Detall de les dues sepultures transformades en una gran pila

## Descripció
La necròpoli degué utilitzar-se durant els segles VI a VII, període corresponent a l'alta edat mitjana, quan el territori fou envaït per poblacions nadiues d'Europa Central.(4) Llavors la Vall de Fuzeiros era una zona de molts recursos per a l'establiment de poblacions, amb terrenys fèrtils regats pel barranc del Baralha, mentre que la proximitat de la serra subministrava caça i fusta.(3)
El 2005, el jaciment fou estudiat, amb alçat gràfic, fotogràfic i topogràfic dels vestigis.(2) El 27 d'agost de 2014, Silves començà el procés de classificació del jaciment arqueològic com d'Interés Municipal.(3) El 22 de gener de 2015 la Direcció Regional de Cultura de l'Algarve emet un vistiplau, i l'11 de febrer d'aquest any la Direcció General del Patrimoni Cultural publica un despatx de classificació de Lloc d'Interés Municipal.(3) Així fou classificat per l'ordenança n.º 35/2016, de 8 de juny, de la Cambra Municipal de Silves.